# صفحه‌کلید بی‌سیم

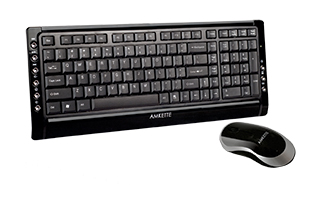
یک صفحه‌کلید بی‌سیم همراه با یک موشی بی‌سیم

صفحه‌کلید بی‌سیم (به انگلیسی: Wireless keyboard) یک نوع صفحه‌کلید است که به کاربر اجازه می‌دهد بدون سیم از طریق فناوری‌های بلوتوث، فرکانس رادیویی (RF) و فروسرخ (IR) با رایانه تعامل برقرار کند. بیشتر صفحه‌کلیدهای بی‌سیم همراه با یک موشی بی‌سیم نیز هستند. تمام کیبوردهای بی‌سیم جهت انجام عملکرد خود به یک منبع نیروی خارجی نیاز دارند. در اکثر مدلها، این منبع از باتری‌های قلمی تأمین می‌شود. مدل‌های کمیابی هم وجود داشته که دارای باتری داخلی بوده که می‌توانند به کمک کابل یو‌اس‌بی (USB) شارژ شوند.

## فناوری‌ها

### بلوتوث
که حدود 9 متر محدوده انتقال داده دارد.

### فرکانس رادیویی
کیبوردهای فرکانس رادیویی از محدوده تنها 2 متری برخوردار بوده، با این وجود بسیار ارزانتر از کیبوردهای بلوتوثی هستند.

### فروسرخ
کیبوردهای اینفرارد دارای یک اشکال عمده هستند. بطوریکه جهت برقراری ارتباط بایستی گیرنده و فرستنده را در راستای دید قرار داد. این امر استفاده مؤثر از چنین کیبوردهایی را بسیار مشکل می‌سازد.